# Bridetherium
Bridetherium é um gênero extinto de morganucodontano dos depósitos do Jurássico Inferior do sul do País de Gales, Reino Unido. Bridetherium é conhecido a partir de alguns molariformes superiores e inferiores isolados. Foi coletado em  Pant Quarry, Vale of Glamorgan. Foi nomeado pela primeira vez por William A. Clemens em 2011 e a espécie-tipo é Bridetherium dorisae. O nome da espécie é uma homenagem à paleontóloga Doris Mary Kermack, dos primeiros mamíferos.